# Argyresthia sorbiella
Argyresthia sorbiella — вид лускокрилих комах родини Argyresthiidae.

## Поширення
Вид поширений в Європі, окрім Піренейського та Балканського півостровів. Присутній у фауні України.

## Опис
Розмах крил 11-13 мм. Крила білі з чітким світло-коричневим малюнком.

## Спосіб життя
Метелики літають з травня по серпень. Гусениці живляться молодими пагонами горобини (види Sorbus aucuparia та Sorbus aria). Зимує гусениця у коконі з листя.